# Ноне
Ноне (итал. None) — коммуна в Италии, располагается в регионе Пьемонт, в провинции Турин.
Население составляет 7866 человек (2008 г.), плотность населения составляет 323 чел./км². Занимает площадь 24 км². Почтовый индекс — 10060. Телефонный код — 011.
Покровителями коммуны почитаются святые Гервасий и Протасий, празднование 19 июня, а также святой Лаврентий.

## Демография
Динамика населения:

## Администрация коммуны
- Официальный сайт: http://www.comune.none.to.it